# Marek Włoch
Marek Włoch (ur. 17 stycznia 1958 w Szczecinie,  zm. 3 sierpnia 1997 tamże) – polski piłkarz występujący na pozycji pomocnika  związany z Pogonią Szczecin i Chemikiem Police.

## Kariera
W Pogoni Szczecin grał w latach 1975-1986 rozegrał 152 mecze o mistrzostwo I ligi i 54 mecze o mistrzostwo II ligi, strzelił 11 goli w I lidze i 13 goli w II lidze. Karierę piłkarską zakończył w Chemiku Police w którym grał w latach 1986-89.